# Machteld van Foreest
Machteld van Foreest (* 22. August 2007 in Groningen) ist eine niederländische Schachspielerin. Seit 2022 trägt sie die Titel FIDE-Meister und Internationaler Meister der Frauen. Van Foreest ist zweimalige niederländische Meisterin der Frauen.

## Karriere
Van Foreest hat mehrere Jugendmeisterschaften in den Niederlanden gewonnen. So hat sie 2014 im Alter von sechs Jahren die U10-Sektion der Mädchen gewonnen. 2017 und 2018 konnte sie die offene U12-Sektion für sich entscheiden, 2018 hat sie zudem den Titel in der offenen U14-Sektion geholt. In der U20-Juniorinnen-Meisterschaft 2017 erreichte sie – obwohl erst neun Jahre alt – den geteilten zweiten Platz. Bei der Jugendweltmeisterschaft 2022 wurde sie Dritte in der U16-Sektion der Mädchen.
Im Jahr 2022 erhielt sie von der FIDE die Titel FIDE-Meister und Internationaler Meister der Frauen verliehen.
Bei der niederländischen Einzelmeisterschaft der Frauen erreichte sie 2019 den dritten Platz. Ihren ersten Titel konnte sie 2022 gewinnen. Nachdem sie unter den sechs Spielerinnen in der Vorrunde die meisten Punkte holen konnte, gewann sie im Finale beide Partien gegen Anne Haast. Die 15-Jährige wurde damit auch zur jüngsten Meisterin der niederländischen Geschichte. Bei der Meisterschaft im Juli 2025 konnte sie erneut den Titel gewinnen, während ihr Bruder Jorden die offene Meisterschaft für sich entschied. Im Finalduell gegen Robin Duson gingen beide regulären Partien remis aus, sodass ein Tie-Break aus zwei Schnellschachpartien gespielt wurde, die van Foreest beide gewann.

## Verein
Van Foreest spielt seit 2021 für die Frauenmannschaft der Schachgesellschaft Solingen. Im Februar 2025 spielte sie zudem eine Partie für die dritte Mannschaft der Solinger in der NRW-Liga.

## Familie
Machteld van Foreest ist die Ururenkelin von Arnold Engelinus van Foreest, der dreimal den Vorläufer der niederländischen Schachmeisterschaft gewonnen hat. Ihre älteren Brüder Jorden und Lucas sind Schachgroßmeister und niederländische Meister. Sie entstammt dem Uradelsgeschlecht Van Foreest und trägt entsprechend das Adelsprädikat jonkvrouw.